# 我的宠物是大象
《我的宠物是大象》（英語：My Dear Elephant），是一部于2019年上映的喜剧电影。由刘青云、尤靖茹、孔维、林雪、周知、潘粤明领衔主演，2019年4月12日于中国大陆上映。

## 演员列表
| 演员姓名 | 角色名称 | 介绍 |
| 刘青云   | 齐伟     |      |
| 尤靖茹   | 杰西卡   |      |
| 孔维     | 梦露     |      |
| 林雪     | 老金     |      |
| 周知     | 宋文     |      |
| 潘粤明   | 杨乐     |      |